# آبشار کاینرم
آبشار کاینرم (به انگلیسی: Kynrem Falls) آبشاری است که در مگالایا، هند واقع شده و ارتفاع کلی ریزشگاه آن ۳۰۵ متر (۱٬۰۰۱ فوت) است.